# 周茂芹
周茂芹（1923年—2021年），安徽省宿县人，中国人民解放军第二十一军副政委、陕西省革命委员会党的核心领导小组成员、陕西省委常委。

## 生平
1938年10月参加新四军第六支队。1940年6月加入中国共产党。历任新四军淮北军区萧县支队九连文化教员，新四军第四师特务团青年队小队长，新四军第四师第十一旅第32团二连政治指导员。
解放战争时期，任华中野战军第九纵队第75团营副政治教导员，华东野战军第二纵队第5师第14团营政治教导员、团政治处组织股副股长，中国人民解放军第二十一军第62师第185团政治处组织股股长、政治处副主任、政治处主任。
中华人民共和国成立后，任中国人民解放军第185团副政治委员、政治委员，入解放军政治学院学习，北京军区政治部直属政治处主任、秘书处政研室主任，第二十一军政治部副主任。1968年5月13日陕西省革命委员会发出《关于公布省革委会各组负责人的通知》宣布：办事组组长袁立荣；政工组组长周茂芹（至1974年1月），副组长李斌、常青、孙喜岱、周化民。1969年10月至1978年6月任第二十一军副政治委员。1970年8月12日，经中共中央批准，增补颜金生、刘凌、周茂芹、黄传龙等四位军队干部为陕西省革命委员会党的核心小组成员。1971年2月28日至3月5日在延安召开中国共产党陕西省第五次代表大会，当选省委委员。1971年3月6日，中共陕西省委举行五届一次全体委员会议，当选为14名省委常委之一。1972年12月19日至21日，共青团陕西省第五次代表大会筹备会议召开，中共陕西省委批准组成了筹备小组，组长周茂芹。1974年4月28日-5月4日中国共产主义青年团陕西省第五次代表大会在西安举行，省委常委、共青团陕西省第五次代表大会筹备小组组长周茂芹在大会上作《继承和发扬延安青年运动的光荣传统，沿着毛主席的无产阶级革命路线奋勇前进》的工作报告1977年12月5日至15日在西安丈八沟招待所召开陕西省地（市）、县委书记会议，李尔重向大会传达了中央的指示，对周茂芹在全省范围内点名批判，并对如何深入开展揭批“四人帮”运动提出了意见。
1983年8月离职休养，住兰州军区合肥干休所。